# Leptoomus janzeni
Leptoomus janzeni (лат.) — ископаемый вид перепончатокрылых насекомых рода Leptoomus семейства Leptoomidae (ранее в Eupelmidae) из надсемейства Chalcidoidea. Эоцен. Балтийский янтарь (около 40 млн лет) и ровенский янтарь.

## Описание
Мелкие перепончатокрылые насекомые, длина тела около 3 мм, включая яйцеклад. Усики 12-члениковые. Голова и мезосома поверхностно неметаллические или с металлическим зеленым блеском под некоторыми углами освещения. Голова с внутренним краем глаз, отчетливо расходящимся вентрально; затылочный киль отсутствует. Мандибула двузубая, с вентральной ангуляцией и слегка вогнутым дорсальным укорочением. Антенна с дорсальным краем торула примерно на одной линии с нижним краем глаз, так что вентральный край торула отчетливо вентрален глазу; 12-сегментная (1:1:7:3) с 7 субквадратными до поперечных, апикально расширенными члениками жгутика; булава компактно-яйцевидная, длиной всего около 1,3× от ширины. Мезоскутеллярно-аксиллярный комплекс с аксиллой поперечно-треугольной формы, передний край которой слегка перекрывает задний край мезоскутума, когда мезонотум не согнут так, что внутренние углы аксилл слегка разделены, но когда мезонотум согнут внутренние углы аксилл сближены; мезоскутеллум без апикального ободка. Препектус слабо выпуклый. Акроплевральная борозда расширена кзади от метаплевра и задневентрально до вентролатерального уровня среднего тазика.